# 柳布利涅
46°57′19″N 31°9′27″E / 46.95528°N 31.15750°E
柳布利涅（烏克蘭語：Люблине），是烏克蘭南部的村莊，隸屬尼古拉耶夫州的尼古拉耶夫區。該村始建於1970年，面積0.43平方公里，海拔高度11米，2001年人口148，人口密度每平方公里344.2人。